# Karlsberg Brauerei
Browar Karlsberg (niem. Karlsberg Brauerei GmbH) – międzynarodowe przedsiębiorstwo dystrybucji napojów oraz organizacji imprez, którego główną działalnością jest produkcja piwa. Główną siedzibą firmy jest Homburg w kraju Saary (Niemcy).
Nazwa browaru pochodzi od położonego kiedyś w pobliżu zamku Karlsberg. Wyposażenie i niezbędne do produkcji urządzenia pochodzą z browaru Jacoby w Homburgu, który zbankrutował.

## Historia
Browar został założony w 1878 pod nazwą Bawarski Browar w Karlsbergu (Bayerische Bierbrauerei zum Karlsberg) przez miejscowego kupca Christiana Webera. Region Saar-Pfalz był wówczas częścią nadreńskiego okręgu Królestwa Bawarii.
W 1897 przedsiębiorstwo zostało przekształcone w towarzystwo akcyjne (GmbH) z kapitałem 1,1 miliona marek. Christian Weber zatrzymał 98% akcji. Już w 1898 roku produkowano tam 90 000 hektolitrów piwa rocznie.
Syn założyciela, Richard Weber (1897–1946), przejął w 1910 kierownictwo przedsiębiorstwa. W 1937 przekształcono browar w spółkę komandytową, gdzie Weber był jedynym wspólnikiem zarządzającym. W 1953 rozpoczęto produkcję piwa w puszkach.
W 1956 poprzez rozbudowę browaru, jego zdolności produkcyjne wzrosły do 500 000 hektolitrów rocznie. Żeby uniknąć na rynku międzynarodowym nieporozumień i pomyłek z duńską firmą „Carlsberg”, w roku 1956  przedsiębiorstwo zobowiązało się na drodze sądowej do używania nazwy „Karlsbrau”. Kierownictwo firmy zostało przekazane synowi Richarda Wagnera i od 1962 browar prowadził Paul Weber. W 1974 produkcja przekroczyła milion hektolitrów rocznie.
Browar, który w 2003 roku obchodził swoje 125-lecie, rok wcześniej wyprodukował 4 miliony hektolitrów piwa, a w 2005 tylko w niemieckich filiach – 3,7 miliona.

## Zarząd
- Ulrich Grundmann – marketing i sprzedaż
- Dr Hans-Georg Eils – technologia i logistyka
- Hubert Beeck – finanse, personel, IT

Od 1878 Karlsberg jest w posiadaniu rodziny. Szef firmy dr. Richard Weber, był do roku 1978 przewodniczącym niemieckiego związku browarników – Deutschen Brauer-Bundes e.V.  Dzisiaj browar jest częścią Karlsberg Brauerei KG Weber, pod którego szyldem  podejmowane są różne przedsięwzięcia handlowe.

## Struktura i wielkość
Karlsberg zatrudnia na terenie Niemiec 1100 pracowników (razem z zatrudnionymi w siostrzanym przedsiębiorstwie Vendis), z czego 700 w siedzibie w Homburgu.
Według innych danych liczba zatrudnionych to ok. 2000 (prawdopodobnie razem z zagranicą, stan na rok 2009).
Obroty browaru w roku 2008 to 296 milionów euro, (w 2007 – 310 milionów), produkcja – 3,5 miliona hektolitrów, z czego 450 000 przypadało na markę Mixery.